# Rens Blom
Rens Blom (* 1. března 1977, Munstergeleen, Limburg) je bývalý nizozemský atlet, jehož specializací byl skok o tyči.
Na letních olympijských hrách v Athénách 2004 skončil ve finále na devátém místě společně s Denisem Jurčenkem z Ukrajiny. Jeho největším úspěchem je titul mistra světa, který vybojoval na světovém šampionátu v Helsinkách v roce 2005. Atletickou kariéru ukončil v roce 2008 po vleklých zdravotních problémech s achillovkami. 